# Месенијски ратови
Месенијски ратови су били ратови измећу Месеније и Спарте у 8. веку п. н. е. и 7. веку п. н. е. .

## Први месенијски рат
Изгледа да је спартански краљ Теопомп покушајем заузимањем тврђаве на планини Итоми започео Први месенијски рат. У то време (друга половина 8. века пре Христа) није постојала ни фаланга или хоплити. Рат је био серија напада или опсада.
Спарти су помагали плаћеници са Крита и Коринта, а Месенији су помагали из Аркадије, Аргоса и Сикиона.
Рат је трајао 19 година. У рату побећује Спарта око 720. п. н. е. Месенија постаје зависна од Спарте. Људи су били обавезни да дају већину пољопривредних производа Спарти.

## Други Месенијски рат
Други месенијски рат почиње као покушај Месеније да се отргне из Спартанске доминације и да се реваншира. Рат је највероватније био од 670. п. н. е.-657. п. н. е. Према Гротеу рат је био од 648. п. н. е. - 631. п. н. е. У том рату се први пут корист фаланга. Месенија је употребом фаланги победила Спарту 669. п. н. е. Затим Спарта побеђује у једној већој бици, а после тога рат се претвара у низ напада без главног удара, слично првом рату. Месенија је изгубила рат и Спарта је анектира. Један део граћана се претвара у хелоте, а други део по градовима добија статус слободних грађана.
Центалну улогу у том рату има месенски херој Аристодем. Постоји прича да је Аристодем обећао да ће жртвовати своју ћерку, да би умилостивио богове и тиме заштитио Месенију од Спарте. Аристодемова ћерка је имала љубавника, који је да би је заштитио, раширио причу да ће она постати мајка.
Аристодем је то сазнао па је заклао своју ћерку, а Спарта је заузела Месенију.

## Трећи месенијски рат
Трећи месенијски рат је избио 464. п. н. е., када је разорни потрес уништио Спарту. Побуњеници су се поново бранили неколико година на тврђави Итом. Међутим морали су напустити Пелопонез и Атињани их настањују код Неупакта.
Спартанци су жељели да награде своје властите грађане са земљом од Месеније, па су домаће становништво претварали у робове зване хелоти. Хелоти су иначе били константна претња за Спарту, јер су хелоти дизали устанке. Хелота је било више од господара, па су Спартанци стално морали бити спремни на гушење побуне хелота.